# Kriegerdenkmal Stößen (Deutsch-Französischer Krieg)

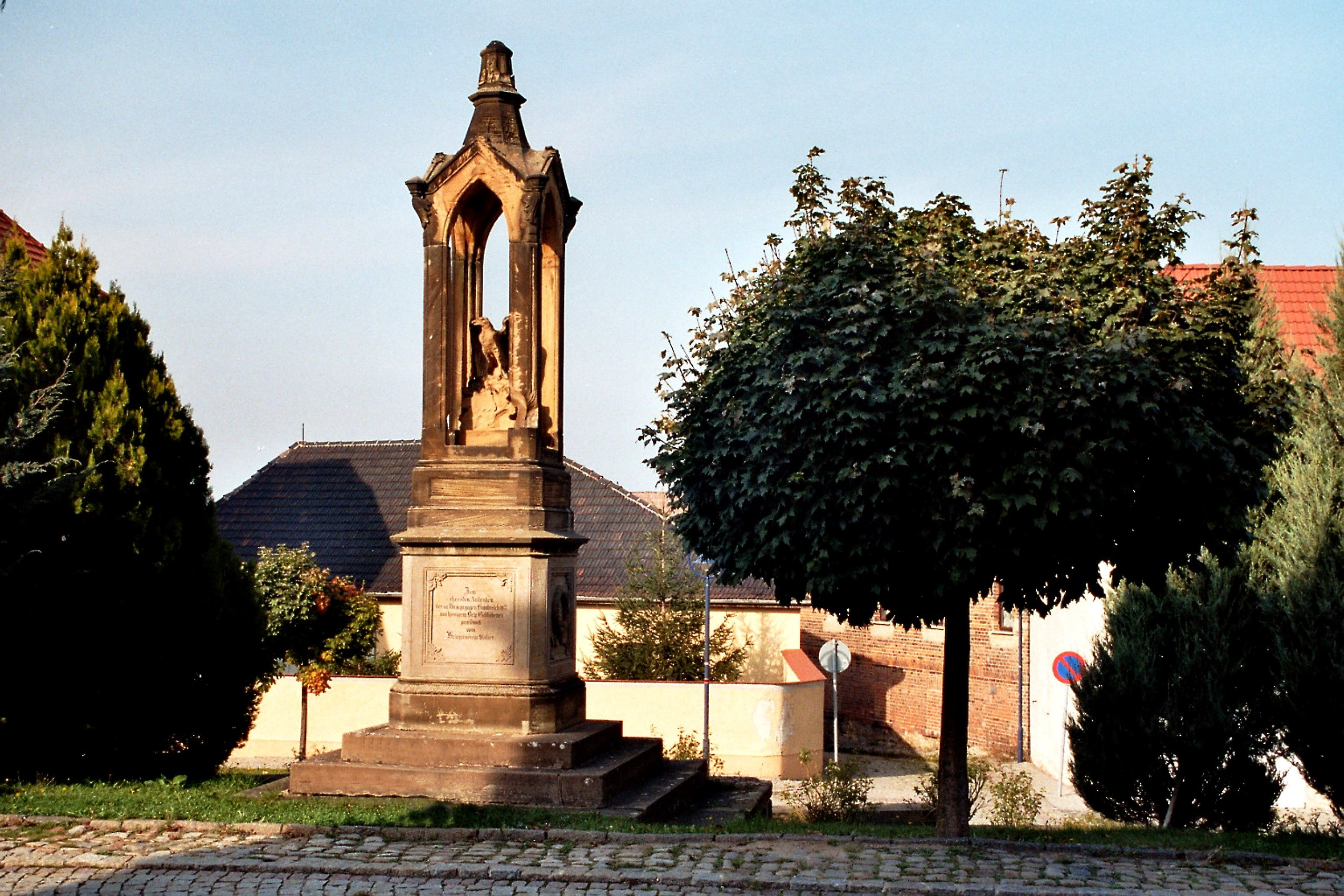
Kriegerdenkmal des Deutsch-Französischen Kriegs

Das Kriegerdenkmal Stößen des Deutsch-Französischen Kriegs ist ein denkmalgeschütztes Kriegerdenkmal in der Gemeinde Stößen in Sachsen-Anhalt. Im örtlichen Denkmalverzeichnis ist die Gedenkstätte unter der Erfassungsnummer 094 30009 als Baudenkmal verzeichnet.
Das Kriegerdenkmal des Deutsch-Französischen Kriegs steht am Markt der Gemeinde. Es handelt sich bei dem Kriegerdenkmal um eine Stele auf einem mehrstufigen Sockel, die zur Erinnerung an die Gefallenen des Deutsch-Französischen Kriegs errichtet wurde. Die Gedenktafel an der Vorderseite enthält die Inschrift Den Heldentod für's Vaterland starben. Zum ehrenden Andenken der im Kriege gegen Frankreich 1870/71 aus hiesigem Orte Gebliebenen gewidmet vom Kriegerverein Stössen sowie die Namen der Gefallenen. In der Mitte der Stele sitzt ein Adler mit angelegten Flügeln.
Neben diesem Kriegerdenkmal befindet sich auch noch das Kriegerdenkmal für die Gefallenen des Ersten Weltkriegs am Markt.

## Quelle
- Kriegerdenkmal Stößen, abgerufen am 22. September 2017.